# Konstantin Żygałow
Konstantin Wasiljewicz Żygałow (ros. Константин Васильевич Жигалов, ur. 16 maja 1959 w Semipałatyńsku) – działacz narodowy, dyplomata, ambasador Republiki Kazachstanu.

## Życiorys
Ukończył w 1981 roku Kazachski Państwowy Uniwersytet im. S.M. Kirowa oraz studia podyplomowe na Kazachskim Instytucie Pedagogicznym im. Abaja w 1984 roku. Kandydat nauk historycznych z 1984 roku – temat dysertacji: Historiografia działań partii w zarządzaniu przemysłem w Kazachstanie w warunkach rozwiniętego socjalizmu (1959-75). (ros.: Историография деятельности партии по руководству промышленностью Казахстана в условиях развитого социализма (1959–1975 гг.)).
W latach 1991–1993 oraz ponownie w latach 1995–1996 pracował jako asystent Prezydenta Republiki Kazachstanu. Od 1993 do 1994 roku pełnił funkcję zastępcy Ministra spraw zagranicznych Republiki Kazachstanu. W 1994 roku został kierownikiem międzynarodowego oddziału Administracji Prezydenta Republiki Kazachstanu.
W styczniu 1996 roku rozpoczął karierę ambasadora, obejmując stanowisko doradcy ambasadora w Wielkiej Brytanii. Urząd ten sprawował do listopada 2000 roku. W latach 2000–2003 pełnił funkcję Nadzwyczajnego i Pełnomocnego Ambasadora Kazachstanu w Polsce. Od lipca do listopada 2003 roku piastował urząd ambasadora w Belgii. W listopadzie tegoż roku mianowany został szefem Przedstawicielem Republiki Kazachstanu przy Unii Europejskiej oraz przy NATO, a także Ambasadorem w Luksemburgu oraz Holandii. Urzędy te zajmował do stycznia 2009 roku.
Od 28 stycznia 2009 do stycznia 2012 po raz drugi został zastępcą Ministra spraw zagranicznych Republiki Kazachstanu oraz Krajowym koordynatorem ds. współpracy z Unią Europejską.
Nieprzerywanie od 25 stycznia 2012 roku pełni funkcję Ambasadora w Kanadzie. Od 18 listopada 2013 roku dodatkowo objął stanowisko Ambasadora w Republice Kuby, Republice Dominikany oraz na Jamajce.

## Nagrody
- Order Przyjaźni II stopnia (2006)
- Medal „Za Pracowniczą Wybitność” (2002)[7][8]
- Order Korony w randze Krzyża Wielkiego (Belgia)
- Order Zasługi Wielkiego Księstwa Luksemburga w randze Krzyża Wielkiego (Luksemburg)
- Komandorski Order Zasługi Rzeczypospolitej Polskiej (Polska) (2003)
- Medal „Za zasługi dla rozwoju współpracy międzynarodowej”
- Order Parasat (2016)[9]